# Konjak Skënderbeu
Konjak Skënderbeu ist ein albanischer Weinbrand, der seit 1967 in Tirana hergestellt wird. Er gilt als ein Nationalgetränk der Albaner und ist durch seinen süßlichen sowie vollmundigen Geschmack bekannt.

## Namensherkunft
Der Weinbrand ist nach Skanderbeg (albanisch Skënderbeu; 1405–1468), dem Nationalheld Albaniens, benannt.

## Herstellungsverfahren und Alkoholgehalt

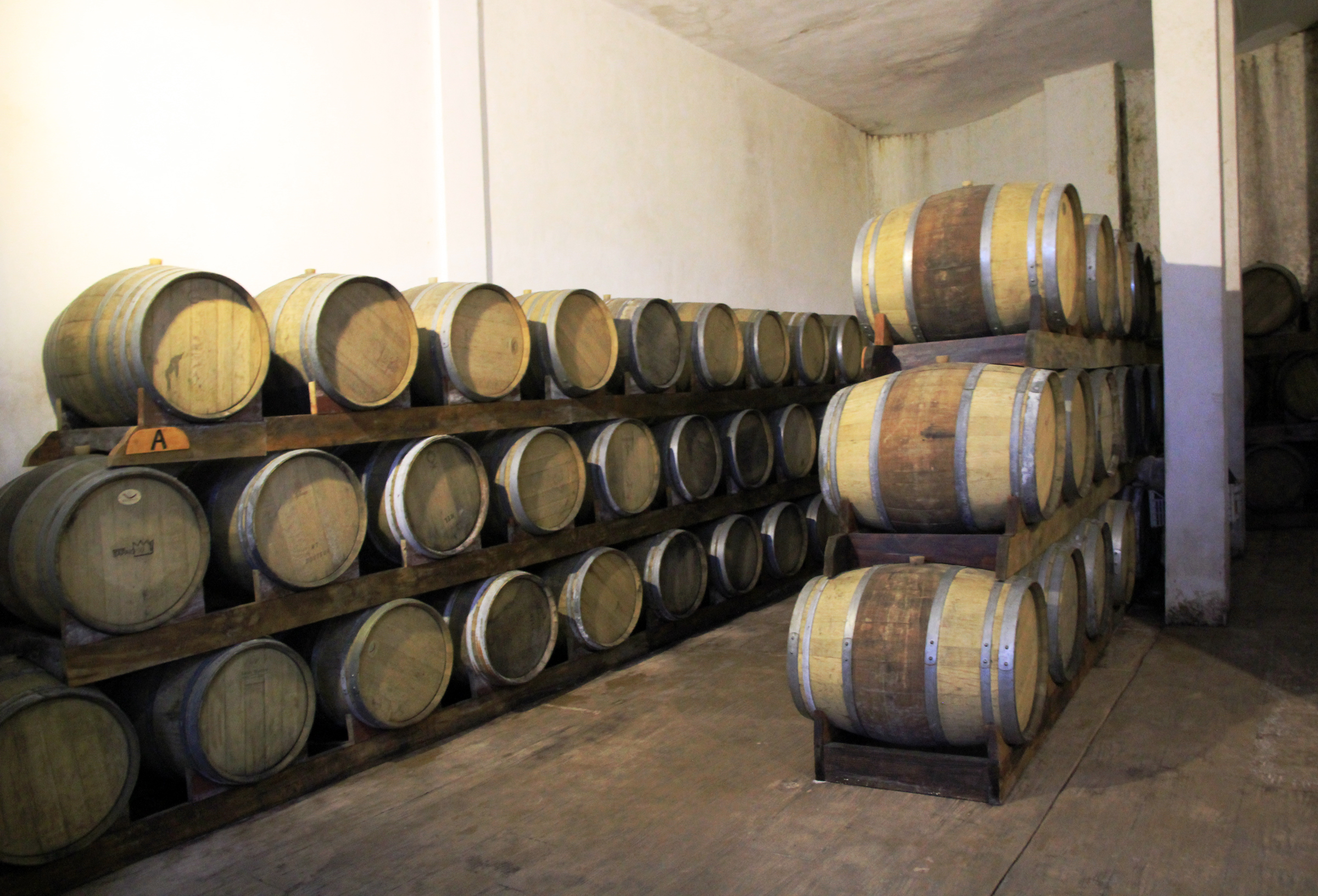
Holzfässer mit Konjak Skënderbeu bei der Kantina Skënderbeu in Durrës

Der Konjak Skënderbeu wird ausschließlich in Fässern und Bottichen aus Eichenholz hergestellt, welche der Spirituose ihren Duft, ihr Aroma und ihre Farbe geben. Die wichtigsten Zutaten sind alter Weinbrand, Bergkräuter-Extrakt, Pflaumen-, Trauben- und Zitronenlikör. Auch Zucker und Karamell werden verwendet. Nach dem Herstellungsprozess wird der Weinbrand für einige Jahre gelagert und gelangt anschließend in den Verkauf im In- und Ausland.
Der Alkoholgehalt beträgt mindestens 40 Volumenprozent.